# Маркено
Маркено (итал. Marcheno) — коммуна в Италии, в провинции Брешиа области Ломбардия.
Население составляет 4096 человек, плотность населения составляет 186 чел./км². Занимает площадь 22 км². Почтовый индекс — 25060. Телефонный код — 030.
Покровителями коммуны почитаются святые апостолы Пётр и Павел, празднование 29 июня.